# INDYCAR LLC
La INDYCAR LLC (hasta 2009: Indy Racing League) es la empresa que organiza y fiscaliza la IndyCar Series, el campeonato de monoplazas más importante de Estados Unidos de la actualidad, así como de las categorías escuelas Indy Lights y USF2000. Es propiedad de Hulman & Co. que también posee el Indianapolis Motor Speedway. Fue fundada en el año 1994 por el empresario Tony George, y empezó a organizar la IndyCar Series en 1996. Es miembro del Automobile Competition Committee for the United States.
Cuando se produjo la bancarrota de la serie Championship Auto Racing Teams, el ente fiscalizador de Champ Car antiguamente conocido como SCCA/CART, se adhirió a este mismo organismo tras la reunificación de las series.
A partir de 2010, INDYCAR organiza el Programa Road To Indy ("Camino a Indy"), un programa de formación de pilotos que incluye a la IndyCar en la cima de la pirámide, luego la Indy Lights, la USF Pro 2000 y la USF2000.